# Fahree
Fakhri Ismayilov (azerbajdžansko Fəxri İsmayılov), poklicno znan kot Fahree, azerbajdžanski pevec in besedilopisec * 10. april 1995.

## Zgodnje življenje
Fahree se je rodil leta 1995 v Bakuju. Odraščal je v umetniški družini, njegov oče je bil jazz bobnar, njegov dedek pa igralec. Ima diplomo in magisterij iz prava. Na vrhuncu pandemije COVID-19 se je bolj posvetil glasbi in sledil svojim otroškim sanjam, da bi postal glasbenik.

## Kariera
Leta 2022 je Fahree izdal svoj debitantski singel »Dance«.
Konec oktobra 2023 je İTV razkrila, da je Fahree eden od šestnajstih kandidatov v ožjem izboru Azerbajdžana za Pesem Evrovizije 2024. Dne 7. marca 2024 je bilo objavljeno, da je bil interno izbarn za predstavnika skupaj z Ilkinom Dovlatovom. Dvojec je nastopil v prvem polfinalu s pesmijo »Özünlə apar« in končal z 11 točkami na 14. mestu in se nista uvrstila v finale.

## Diskografija

### Pesmi
| Naslov                                  | Leto | Album ali EP |
| --------------------------------------- | ---- | ------------ |
| »Dance«                                 | 2022 | —            |
| »Apardı uzaqlara« (z Milo Miles)        | 2022 | —            |
| »Yollar«                                | 2023 | —            |
| »Özünlə apar« (skupaj z Ilkin Dovlatov) | 2024 | —            |
| »Tərki-Dünya«                           | 2024 | —            |